# Löwen Frankfurt
Löwen Frankfurt – niemiecki klub hokejowy z siedzibą we Frankfurcie nad Menem.

## Historia
Chronologia nazw
- Eintracht Frankfurt (1959–1991)
- Frankfurter ESC (1991–1994)
- Frankfurt Lions (1994–2010)
- Löwen Frankfurt (2010–)

Klub kontynuuje tradycje frankfurckich zespołów hokeja na lodzie, w tym Frankfurt Lions, który w 2010 został wykluczony z rozgrywek DEL po odebraniu licencji.

## Sukcesy
- Złoty medal Regionalligi West: 2011
- Złoty medal Oberligi West: 2014
- Złoty medal DEL2: 2017, 2022
- Srebrny medal DEL2: 2019